# Petr Škvrně

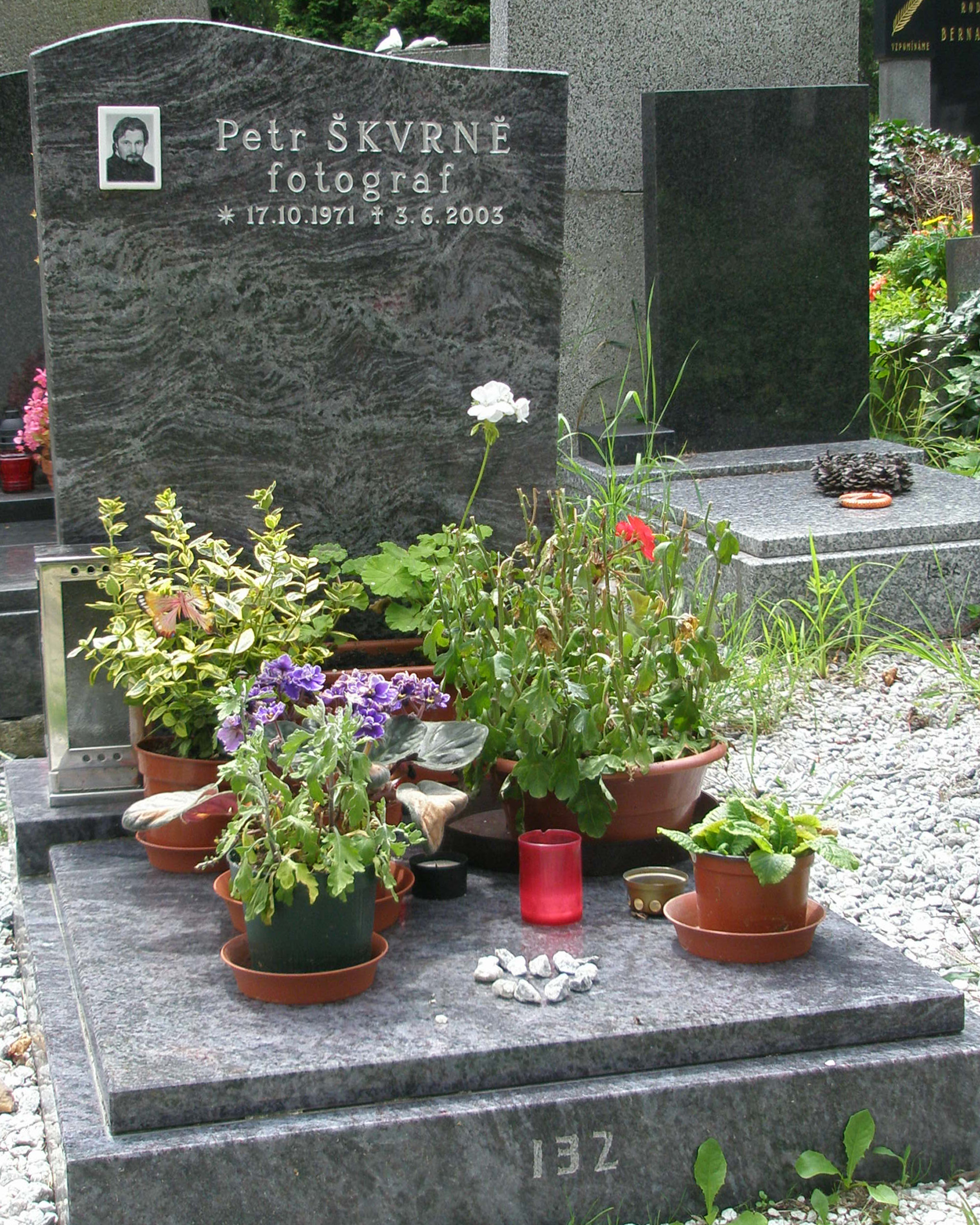
Náhrobek fotografa Petra Škvrně

Petr Škvrně (17. října 1971 Chrudim – 3. června 2003 Zálesní Lhota) byl český fotograf, zaměřující se na portrétní a reklamní fotografie.

## Život
Jako samouk působil na fotografické scéně od roku 1995 – během studií na pedagogické fakultě dostal nabídku na spolupráci z časopisu Mladý svět, nabídku přijal, ale školu nedokončil. Dále spolupracoval s časopisy Playboy, Penthouse, Story a Time a s řadou reklamních agentur. Od přelomu století byl na volné noze, svoji firmu pojmenoval 1. fotografická továrna Petra Škvrně (sídlil na pražském Chodově). Působil jako porotce soutěže Miss České republiky.
Jeho známými díly jsou cykly fotografií Půda a Optimismus. Portrétoval řadu českých osobností (i jako akty), především herců a dalších osob ze show businessu (Vladimír Dlouhý, Tomáš Hanák, Jiří Korn, Vilma Cibulková, Kateřina Kornová…). Známá je také jeho fotografie Václava Klause jako bezdomovce (Škvrně spolupracoval i s prezidentskou kanceláří). Při focení používal „nadhled a úšklebek, pro někoho až příliš agresivní“; patřil k nejinvenčnějším komerčním fotografům.
Zemřel při autonehodě, několik dní před svojí svatbou; 4 měsíce po smrti se mu narodila dcera Eliška. Pochován je na pražském Nuselském hřbitově. In memoriam již byla uspořádána řada výstav jeho fotografií.

## Ocenění
- Fotografická publikace roku – za kalendář Půda 99
- Czech Press Photo 1999, kategorie Umění (jednotlivý snímek), 3. cena – Pionýři, 17. 1. 1999 (Mladý svět)[3]
- Czech Press Photo 2001, kategorie Umění (série), 1. cena Zlaté oko – Optimismus 2002, červenec–září 2001 (jako volný fotograf)[4]
- Czech Press Photo 2002, kategorie Portrét (jednotlivý snímek), 3. cena – Yveta Blanarovičová ze souboru Fundus (jako volný fotograf)[5]